# Andriana
Andriana, rod štitarki samješten u tribus Heteromorpheae, dio potporodice Apioideae.
Sastoji se od 3 vrste polugrmova ili grmova. Svi su endemi Madagaskara.

## Vrste
1. Andriana coursii (Humbert) B.-E.van Wyk
2. Andriana marojejyensis (Humbert) B.-E.van Wyk
3. Andriana tsaratananensis (Humbert) B.-E.van Wyk